# Чивчян, Георгий Тумасович
Георгий Тумасович Чивчян (21 января 1986, Красноярск) — российский автогонщик-дрифтер, победитель Drift Battle 2012 года, трехкратный победитель Супер drift битвы (2010, 2013 и 2014 годов), участник японской профессиональной дрифт-серии D1GP (сезоны 2013, 2014, 2015), чемпион Российской дрифт серии в высшем дивизионе — RDS GP в 2017, 2018, 2019 и 2023 годах. Становился победителем Интерконтинентального кубка ФИА по дрифту в 2018 и 2019 годах. В настоящее время выступает в RDS GP за команду Takayama Forward Auto.

## Биография

### Начало карьеры
Автомобилями и гонками начал увлекаться с детства, большое влияние на это оказал старший брат Владимир, так как он увлекался спортивными автомобилями и продажей автозапчастей. Его отец торговал автомобильными запчастями и Георгий всё время был рядом, помогая с продажей и ремонтом.

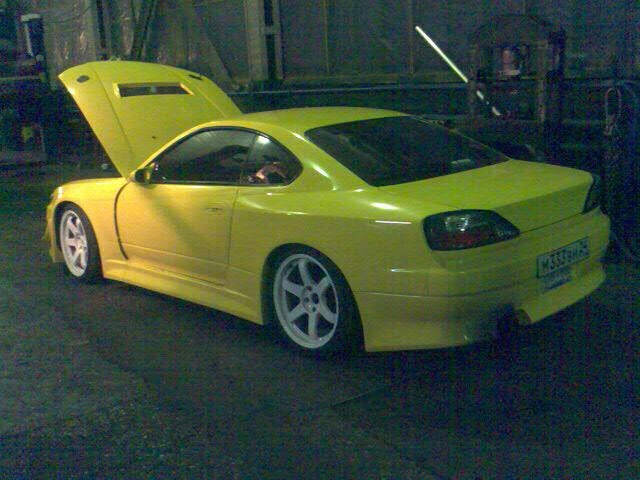
Изначальный вид автомобиля Гочи

Гонки начинались с уличных, с дрэга, и просто быстрых покатушек на автомобиле Honda Integra и Toyota Altezza брата, либо на своём первом автомобиле Toyota Levin. По словам Георгия, дрифту он обучился ещё в 16 лет, катаясь ночами по заснеженным дорогам на машине брата. Так или иначе, в 2004-м году развитие увлечения автомобилями вылилось в приобретении Nissan Silvia S15 жёлтого цвета с японского аукциона. Машина была оснащена блокировкой дифференциала и стойками HKS, кузов — обвесом. По словам Георгия, это первая Silvia в Красноярске, она была пригнана из Японии, и изначально использовалась как городской автомобиль, но ездить на почти заводской версии стало скучно, и доработки не заставили себя ждать.
В 2005 году Георгий познакомился с Аркадием Цареградцевым. Это знакомство стало судьбоносным для красноярского дрифта.
По началу для Георгия это было хобби: ночью он выбирал себе площадку, где мог дрифтовать. После чего Чивчян решил заняться организацией соревнований по дрифту, чтобы привлечь к этому спорту больше людей. Вместе с Аркадием Цареградцевым — директором гоночной трассы «Красное кольцо», они начали проводить соревнования. Изначально Георгий был судьёй соревнований, так как в Красноярске на тот момент ему никто не мог составить конкуренции, уже после того, как уровень дрифта у красноярских пилотов значительно вырос, он стал принимать участие как спортсмен.
Также в начале карьеры Георгий увлекался кольцевыми автогонками, он неоднократный призёр и победитель гонок серии «TIME ATTACK»[уточнить], поначалу его автомобилем в гонках была всё та же Nissan Silvia, позже уже для этих целей использовалась Subaru Impreza WRX STI. После 2013 года Георгий понял, что нужно сосредоточиться на дрифте и оставил кольцевые гонки.
Изначально отношение родственников Георгия к увлечению дрифтом было не совсем однозначно, но потом они смирились и стали относиться к этому более благосклонно.

### Развитие карьеры

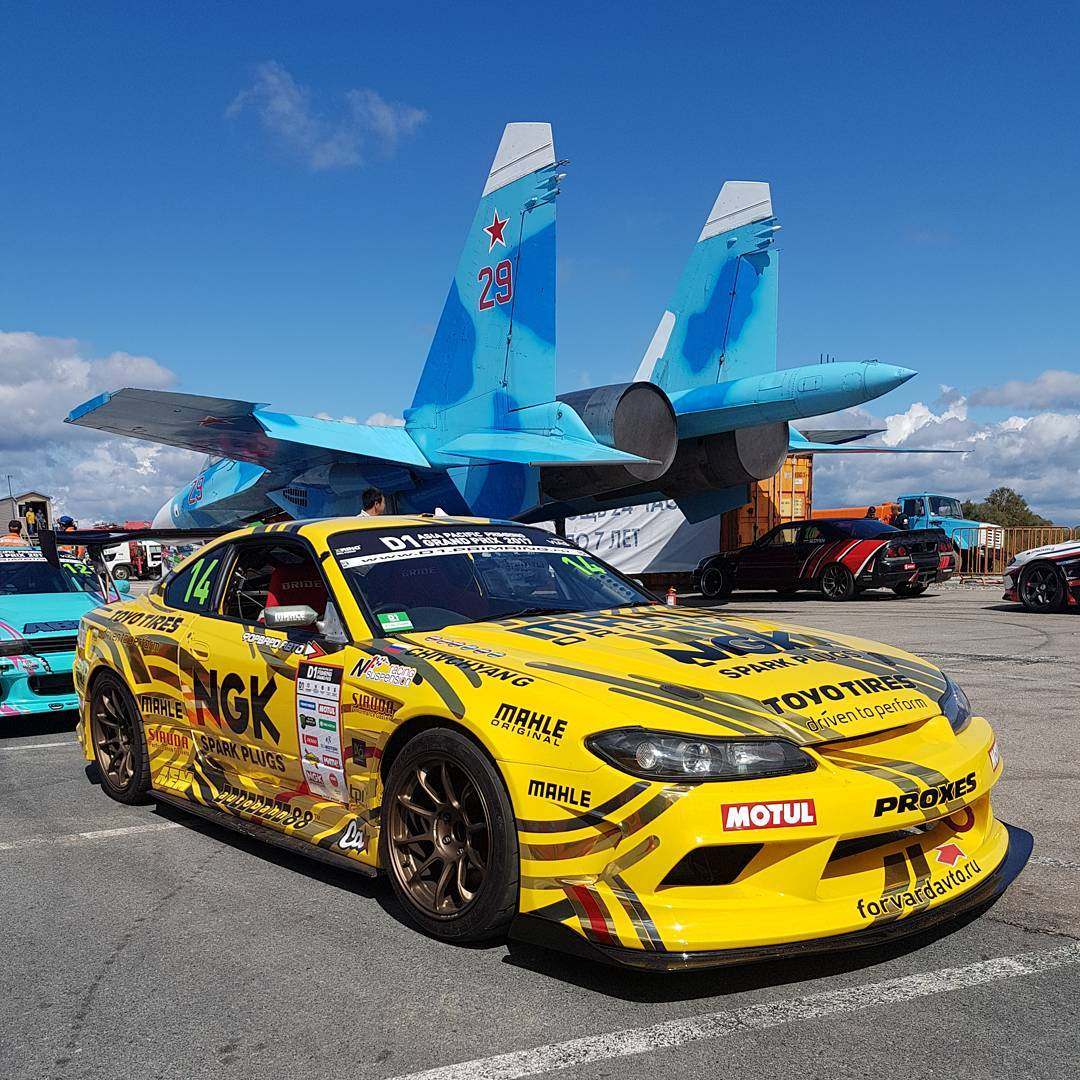
На этапе D1 Primring 2017

С 2008 года, когда уровень Красноярских дрифтеров вырос, соревнования по дрифту в Красноярске обрели новый облик и стали проводиться на новой гоночной трассе «Красное кольцо».
С самых первых этапов и до сих пор, в любых соревнованиях Георгий считается одним из главных фаворитов. С тех пор «Гоча» считается сильнейшим дрифтером в России, что он в течение всей карьеры доказывает не только в Сибири, но и в западной части России.
В 2013 году состоялась первая поездка на запад России для участия в соревновании RDS Запад, но Георгию удалось принять участие только в двух этапах, к сожалению, из-за несколько разных стилей ему не удалось занять призовых мест, также усложнило адаптацию то, что он приезжал один из своего региона, уже после начали подтягиваться остальные — Аркадий Цареградцев, Дмитрий Ермохин, Евгений Лосев, Дамир Идиятулин. Но уже с 2015 года Гоча начал показывать всем, что является сильнейшим дрифтером в России и чем больше ездил, тем выше становилось его место в общем рейтинге. Так в 2017 году впервые приняв участие наравне с западными пилотами во всех этапах серии, он победил с огромным отрывом. В 2018 году Георгий успешно защитил звание чемпиона несмотря на появление в чемпионате как приглашаемых на этапы иностранных пилотов и постоянно участвующего в чемпионате всемирно известного пилота Дайго Сайто. Свое мастерство Чивчян подтвердил и в 2019, став единственным 3-х кратным чемпионом РДС.

### Зарубежные старты
В 2010 году участвовал в G1GP, где занял второе место в классе новичков.
После победы в Супер drift битве 2013 года, отправился выступать в японской профессиональной дрифт-серии D1GP, а также в шоу-турнире D1 World Champions, которые проходили в Токио, на искусственном острове Одайба. Несмотря на массу трудностей, Георгий выступил достойно и японцы были приятно удивлены уровнем российского дрифтера.
Так же в 2017 году Георгий принял участие в первом этапе Formula DRIFT в США, на арендованном Nissan Silvia S15 с мотором серии LS.
В 2019 участвовал в европейском чемпионате Drift Masters European Championship в Риге, где занял 2 место.

### Вне гонок
Помимо гонок Георгий любит сноуборд, кайтсёрфинг, охоту и рыбалку.
Является совладельцем «Форвард авто». Помимо учредительства в компании «Форвард авто» Георгий Чивчян является директором магазина «Вираж».
В молодости увлекался музыкой, в частности был диджеем и вокалистом Красноярской группы «Курсовой проект».

## Медиасфера

### Сотрудничество с zaRRubin
После видео 2012 года Анатолия Зарубина о постройке Nissan Skyline GT-R в кузове BNR32, чьим владельцем является Аркадий Цареградцев, который бросает вызов Георгию, который на тот момент уже успешно выступил в сезоне Drift Battle 2011 года и занял 3 место по итогам чемпионата, участвовав при этом только в 2 из 3 этапах чемпионата, выиграв при этом оба этапа, Георгий снимает с Анатолием видео, где бросает в ответ вызов Аркадию Цареградцеву. С тех пор начинается ставшее знаменитым соперничество Аркадия и Гочи. Далее Анатолий продолжает освещать соперничество.
В 2013 году Георгий участвует в D1GP, куда отправляется совместно с Аркадием и Анатолием, который документирует происходящие события в видео формате. По итогу Анатолий выпускает документальный фильм о поездке.
Далее Анатолий продолжает снимать документальные фильмы о поездках в Японию на этапы чемпионата D1GP. Также совместно с Георгием выходят видео о доработках его Nissan Silvia S15 и о постройке Nissan GT-R R35 для дрифта, а позже Анатолий начинает документировать и поездки на этапы РДС.
| Дата публикации  | Название                                                        |
| ---------------- | --------------------------------------------------------------- |
| 8 сент. 2014 г.  | ГОЧА / ЯПОНИЯ 🔥 (первый дрифт. реакция японцев)                |
| 14 сент. 2015 г. | Гоча / Япония 🔥 ПРЫЖОК В СТЕНУ                                 |
| 28 дек. 2015 г.  | Гоча / Япония 🔥 ЯПОНСКИЙ БУМЕРАНГ (Кавабате вернулось в ответ) |
| 5 апр. 2016 г.   | Гоча / Япония 🔥 ТОКИЙСКИЙ ДРИФТ                                |
| 19 мар. 2018 г.  | MAHLE GTR для дрифта - новая машина Гочи                        |
| 6 авг. 2018 г.   | DRIFT FILM 3 серия - Запрещённый приём                          |
| 1 окт. 2018 г.   | Гоча / Япония 🔥 2017 (тут Шиков много матерится)               |
| 19 нояб. 2018 г. | DRIFT FILM 4 серия - Ночь. Сочи. Дрифт.                         |
| 19 февр. 2019 г. | ГОЧА / ЯПОНИЯ 🔥 - 5 лет спустя                                 |
| 28 мар. 2019 г.  | DRIFT FILM 5 серия - Моя ракета пушшка                          |
| 1 мая 2019 г.    | DRIFT FILM 6 серия - Завершение                                 |
| 12 сент. 2019 г. | СОПЕРНИК №5 🔥 выпуск 1                                         |
| 19 нояб. 2019 г. | Гоча / Европа 🔥 (Drift Masters 2019)                           |
| 8 апр. 2020 г    | Гоча / Япония 2019 🔥                                           |
| 15 мая 2020 г.   | 180 SX на спирте – 650 сил с SR20                               |
| 18 мая 2020 г.   | Gocha / Japan FIA IDC 2019 - drifting documentary               |
| 23 мая 2020 г.   | СОПЕРНИК №5 🔥 выпуск 2                                         |
| 29 июн. 2020 г.  | СОПЕРНИК №5 🔥 выпуск 3                                         |
| 2 сент. 2020 г.  | MAHLE GTR для дрифта - новая машина Гочи #2                     |
| 8 сент. 2020 г.  | СОПЕРНИК №5 🔥 выпуск 4                                         |

| Дата публикации | Название                                           |
| --------------- | -------------------------------------------------- |
| 12 окт. 2015 г. | Дрифт Изнутри. Эпизод 2. Георгий Чивчян.           |
| 4 июл. 2019 г.  | Гоча Чивчян - все о семье, дрифте и пути к успеху. |
| 21 авг. 2021 г. | Интервью с Гочей Чивчяном                          |

## Результаты

### FIA INTERCONTINENTAL DRIFTING CUP
| Год  | Автомобиль        | День 1           | День 1        | День 2           | День 2        | Место | Очки |
| Год  | Автомобиль        | Одиночные заезды | Парные заезды | Одиночные заезды | Парные заезды | Место | Очки |
| ---- | ----------------- | ---------------- | ------------- | ---------------- | ------------- | ----- | ---- |
| 2017 | Nissan Silvia S15 | 4                | 4             | 6                | 3             | 5     | 82   |
| 2018 | Nissan Silvia S15 | -                | -             | -                | -             | 1     | -    |
| 2019 | Nissan Silvia S15 | -                | -             | -                | -             | 1     | -    |
| 2021 | Nissan Silvia S15 | -                | -             | -                | -             | 10    | -    |

### D1GP
| Год  |             | Автомобиль        | 1 | 2 | 3     | 4      | 5     | 6      | Место | Очки |                             |
| ---- | ----------- | ----------------- | - | - | ----- | ------ | ----- | ------ | ----- | ---- | --------------------------- |
| 2013 | Общий зачет | Nissan Silvia S15 | - | - | -     | -      | -     | ОДБ 8  | 21    | 11   | [ 28 ] [ 29 ]               |
| 2013 | Зачет Тансо | Nissan Silvia S15 | - | - | -     | -      | -     | ОДБ 10 | 27    | 11   | [ 28 ] [ 29 ]               |
| 2015 | Общий зачет | Nissan Silvia S15 | - | - | ТЦ 10 | ЭС НКв | СОМ 5 | ОДБ 14 | 19    | 50   | [ 30 ] [ 31 ] [ 32 ] [ 33 ] |
| 2015 | Зачет Тансо | Nissan Silvia S15 | - | - | ТЦ 10 | ЭС НКв | СОМ 2 | ОДБ 8  | 12    | 74   | [ 30 ] [ 31 ] [ 32 ] [ 33 ] |

### Кубки
| Название                 | Дата               | Место проведения | Автомобиль        | Результат |                      |
| ------------------------ | ------------------ | ---------------- | ----------------- | --------- | -------------------- |
| Супер Дрифт Битва 2010   | 5 сентября 2010    | Красное Кольцо   | Nissan Silvia S15 | 1         | [ 34 ]               |
| Супер Дрифт Битва 2011   | 16-17 июля 2011    | Красное Кольцо   | Nissan Silvia S15 | 2         | [ 35 ]               |
| Супер Дрифт Битва 2012   | 25-26 августа 2012 | Красное Кольцо   | Nissan Silvia S15 | 4         | [ 36 ] [ 37 ]        |
| Супер Дрифт Битва 2013   | 7-8 сентября 2013  | Красное Кольцо   | Nissan Silvia S15 | 1         | [ 38 ] [ 39 ] [ 40 ] |
| Супер Дрифт Битва V      | 5-7 сентября 2014  | Красное Кольцо   | Nissan Silvia S15 | 1         | [ 41 ] [ 42 ]        |
| Гранд Финал RDS 2016     | 9-11 сентября 2016 | Красное Кольцо   | Nissan Silvia S15 | 2         | [ 43 ] [ 44 ]        |
| Кубок чемпионов RDS-2016 | 21-22 октября 2016 | Сочи Автодром    | Nissan Silvia S15 | 1         | [ 45 ] [ 46 ] [ 47 ] |
| Кубок чемпионов RDS-2017 | 6-7 октября 2017   | Сочи Автодром    | Nissan Silvia S14 | 9         | [ 48 ] [ 49 ] [ 50 ] |
| RDS Moscow Cup           | 11-12 июля 2020    | Moscow Raceway   | Nissan Silvia S15 | 3         | [ 51 ] [ 52 ]        |
| Зимний кубок RDS 2024    | 19-20 января 2024  | СК «Лужники»     | ВАЗ 2103          | 3         | [ 53 ] [ 54 ]        |

### Drift Battle/RDS Siberia
| Год  | Чемпионат    | Автомобиль        | 1     | 2    | 3    | 4    | 5    | 6    | Место | Очки |
| ---- | ------------ | ----------------- | ----- | ---- | ---- | ---- | ---- | ---- | ----- | ---- |
| 2011 | Drift Battle | Nissan Silvia S15 | КК 11 | КК 1 | КК 1 | -    | -    | -    | 3     | 50   |
| 2012 | Drift Battle | Nissan Silvia S15 | КК 1  | КК 1 | КК 2 | КК 1 | -    | -    | 1     | 874  |
| 2013 | Drift Battle | Nissan Silvia S15 | КК 4  | КК 1 | КК 2 | КК 7 | -    | -    | 2     | 713  |
| 2014 | RDS Siberia  | Nissan Silvia S15 | КК 3  | НЭ 1 | КК 1 | НЭ 1 | КК 7 | КК 4 | 2     | 1004 |
| 2015 | RDS Siberia  | Nissan Silvia S15 | -     | КК 3 | -    | КК 2 | -    | КК 2 | 5     | 584  |
| 2016 | RDS Siberia  | Nissan Silvia S15 | КК 3  | -    | -    | КК 1 | -    | -    | 11    | 398  |
| 2017 | RDS Siberia  | Nissan Silvia S15 | -     | -    | КК 4 | -    | -    | -    | 20    | 170  |
| 2018 | RDS Siberia  | Nissan 180SX      | -     | -    | -    | -    | -    | КК 2 | 20    | 210  |
| 2019 | RDS Siberia  | Nissan 180SX      | -     | КК 1 | -    | -    | -    | КК 2 | 12    | 417  |
| 2023 | Drift Battle | Nissan Silvia S15 | -     | КК 4 | -    | -    | -    | КК 3 | 13    | 333  |
| 2024 | Drift Battle | Nissan Silvia S15 | КК 5  | -    | -    | КК 8 |      | -    | 20    | 234  |

### RDS-Запад
| Год  | Автомобиль        | 1    | 2     | 3     | 4    | 5    | 6    | 7     | Место | Очки |
| ---- | ----------------- | ---- | ----- | ----- | ---- | ---- | ---- | ----- | ----- | ---- |
| 2013 | Nissan Silvia S15 | НК 6 | -     | -     | -    | -    | НК 4 | -     | 23    | 286  |
| 2015 | Nissan Silvia S15 | -    | -     | СК 1  | -    | -    | -    | -     | 17    | 230  |
| 2016 | Nissan Silvia S15 | -    | АА 10 | НК 1  | -    | НК 1 | -    | -     | 5     | 557  |
| 2017 | Nissan Silvia S15 | MR 3 | НК 1  | АА 17 | СА 1 | АА 3 | НК 2 | АА 17 | 1     | 1040 |

### RDS GP
| Год  | Автомобиль        | 1     | 2     | 3     | 4    | 5     | 6     | 7    | Место | Очки |
| ---- | ----------------- | ----- | ----- | ----- | ---- | ----- | ----- | ---- | ----- | ---- |
| 2018 | Nissan Silvia S15 | MR 6  | АА 1  | НК 1  | СА 9 | СА 5  | КК 1  | ПК 1 | 1     | 1259 |
| 2019 | Nissan Silvia S15 | MR 1  | АА 15 | НК 1  | МК 1 | КК 2  | СА 6  | -    | 1     | 1128 |
| 2020 | Nissan Silvia S15 | АА 1  | НК 3  | ИД 7  | МК 5 | АА 5  | СА 6  | -    | 4     | 771  |
| 2021 | Nissan Silvia S15 | MR 3  | НК 1  | ИД 9  | АА 9 | КК 10 | МК 1  | СА 2 | 2     | 1137 |
| 2022 | Nissan Silvia S15 | MR 3  | НК 1  | МК 3  | КК 5 | ИД 1  | MR 9  | СА 7 | 2     | 1157 |
| 2023 | Nissan Silvia S15 | MR 3  | НК 1  | ИД 2  | МК 7 | КК 8  | MR 18 | СА 1 | 1     | 1120 |
| 2024 | Nissan Z          | MR 10 | НК 5  | ИД 13 | МК 2 | MR 3  | КК 4  | ИД 2 | 4     | 855  |

### TIME ATTACK SERIES
| Год  | Автомобиль                    | Класс     | 1 | 2 | 3 | 4 | 5 | Место | Очки |        |
| ---- | ----------------------------- | --------- | - | - | - | - | - | ----- | ---- | ------ |
| 2011 | Subaru Impreza WRX STI        | Турбосток | 1 | 1 | 1 | 3 | 2 | 1     | 92   | [ 55 ] |
| 2012 | Subaru Impreza WRX Sti Spec C | Турбосток | 1 | 1 | 3 | 3 | 2 | 2     | 87   | [ 56 ] |
| 2013 | Subaru Impreza WRX STI        | Турбосток | 4 | - | - | - | - | 16    | 13   | [ 57 ] |